# 时令湖
时令湖又称季节湖，指的是周期性存在或消失的湖泊，一般在沙漠或干旱地区较常见，雨季时湖泊出现，旱季时湖泊退乃至湖水干涸。

## 知名的时令湖
- 艾爾湖（澳大利亚南澳大利亚州）
- 喬治湖（澳大利亚新南威爾士州）：預計會在2022年開始水退[1]。
- 玛尔盖茶卡（中国西藏）